# Carrascotettix montanus
Carrascotettix montanus är en insektsart som först beskrevs av Bruner, L. 1913.  Carrascotettix montanus ingår i släktet Carrascotettix och familjen gräshoppor. Inga underarter finns listade i Catalogue of Life.